# Todd Rippon
Todd Rippon, född 30 maj 1964 i Wellington, Nya Zeeland, nyzeeländsk skådespelare.

## Filmografi
- 2000 – Dark Knight (TV-serie)